# Bahadur Szach I
Bahadur Szach I, Szach Alam I, przed objęciem tronu Muazzam (ur. 1643, zm. luty 1712) – wielki mogoł w latach 1707–1712, syn Aurangzeba Alamgira i Nawab-bai, przedstawicielki Radżputów z Kaszmiru.
W okresie wojny sukcesyjnej w państwie Wielkich Mogołów po przewrocie Aurangzeba Alamgira i utracie władzy przez Szach Dżahana sprawował w 1659 władzę wielkorządczą w Aurangabadzie. Z polecenia ojca miał zadanie udaremnienia wówczas potencjalnego ataku na południową część państwa przeprowadzonego przez wojska swoich stryjów. Podczas poważnej choroby ojca w maju 1662 wraz z matką oraz m.in. Dźajem Singhem (wpływowym dowódcą tamtych czasów) pozostawał w opozycji do planów sukcesyjnych snutych przez ciotkę Rauszanarę, której wybrańcem miał być któryś z braci przyrodnich Muazzama (synów głównej małżonki Aurangzeba) – Azam lub Akbar, obaj nieletni. Jako osobisty przedstawiciel ojca nie dotarł na czas, by wziąć udział w pogrzebie swojego dziada Szach Dżahana w Agrze 23 stycznia 1666. Przybył tam nazajutrz, spotkał się ze swoją drugą ciotką Dżahanarą oraz z pozostałymi krewniaczkami, obecnymi w Agrze, a także polecił wykonać zalecane etykietą czytanie Koranu i rozdawnictwo jałmużny. W tym okresie Muazzam przyjął na swoją służbę w charakterze lekarza domowego Włocha Niccolò Manucciego (podróżnika i pamiętnikarza, autora Storia do Mogor).
W latach 1681–1682 przebywał wraz z ojcem (dowodzącym całą siłą zbrojną, jaką dysponowali Wielcy Mogołowie) w Dekanie. W 1685 dowodził armią, która przeprowadziła inwazję na sułtanat Golkondy – po zdobyciu przez Muazzama Hajdarabadu władca tego państwa uznał swoją zależność od państwa Aurangzeba. W latach 1685–1687 pozostawał namiestnikiem w Dekanie. W związku z odkryciem przez Aurangzeba intensywnych kontaktów dyplomatycznych Muazzama z Abulhasanem, władcą Golkondy, oraz sprzeciwem wyrażonym przez księcia odnośnie do inkorporacji terenów tego sułtanatu został on w 1687 uwięziony wraz z najbliższą rodziną i pozbawiony majątku. Po uwolnieniu w 1694 Muazzam został namiestnikiem w Kabulu, miał tam za zadanie ochronę północno-zachodnich terenów państwa Wielkich Mogołów.
W obliczu rychłej śmierci ojca miał objąć zgodnie z jego wolą w posiadanie północną część władztwa. Po śmierci Aurangzeba wybuchła wojna sukcesyjna między jego trzema pozostałymi przy życiu synami – Muazzamem, Azam Szachem i Kam Bachszem – o niepodzielną władzę nad imperium. Przebywający w chwili śmierci ojca (o której dowiedział się 22 marca 1707) w Dżamrudzie Muazzam objął w posiadanie część zasobów pieniężnych władztwa, przyjął tytuł wielkiego mogoła (jako Bahadur Szach) i rozpoczął marsz do stolicy Agry. Po wygranej (dzięki artylerii) 18 czerwca 1707 bitwie pod Samogarh z wojskami Azama Szacha (który poległ w walce), na przełomie 1707 i 1708 Bahadur Szach zorganizował i dowodził ekspedycją wojskową do Radżputany, by przywrócić tam pełnię władzy mogołów. Z ostatnim konkurentem do władzy Kam Bachszem konflikt trwał od kwietnia 1708 do początku roku następnego – Bahadur Szach pokonał go ostatecznie w bitwie, która rozegrała się 13 stycznia 1709. Walki w Radżputanie rozgorzały ponownie w drugiej połowie 1710, wojska wielkiego mogoła pobiły Adźita Singha z Dźodhpuru, ale ostatecznie strony uzgodniły porozumienie, w ramach którego tamtejsi radżowie odzyskali utraconą wcześniej autonomię. Po rozwiązaniu kwestii radżpuckiej Bahadur Szach zmuszony był skierować swoje wojska na zagrażające Delhi i Lahaur państwo sikhów z ośrodkiem w Sirhindzie. Kampania przeprowadzona pod koniec 1710 zakończyła się zdobyciem Lohgarh i Sirhindu.